# Klaus-Jürgen Grün
Klaus-Jürgen Grün (* 16. April 1957 in Hanau) ist ein deutscher Philosoph.

## Leben
Klaus-Jürgen Grün absolvierte eine Ausbildung in der chemischen Industrie und war beruflich sieben Jahre bei der Degussa tätig. Von 1983 bis 1987 studierte er Philosophie, Geschichte und Mathematik an der Goethe-Universität Frankfurt am Main. Die Promotion zum Dr. phil. erfolgte 1992 bei Alfred Schmidt, die Habilitation im Jahr 1999.
Grün ist seit 2012 außerplanmäßiger Professor am Institut für Philosophie der Goethe-Universität. Er war in den 1990er Jahren Mitherausgeber der Zeitschrift System & Struktur (Neue Zeitschrift für spekulative Physik), die von Rainer E. Zimmermann begründet und herausgegeben wurde.
Seit 2003 ist er Vizepräsident des Ethikverbands der deutschen Wirtschaft e.V.
Grün ist seit 1991 Mitglied der Freimaurerloge Zur Einigkeit in Frankfurt am Main, seit 2000 Vizepräsident der Freimaurerischen Akademie des Alten Angenommenen Schottischen Ritus. Außerdem war er von 2007 bis 2016 Meister der in Bayreuth ansässigen Freimaurer-Forschungsloge Quatuor Coronati.

## Schriften
- Das Erwachen der Materie – Studie über die spinozistischen Gehalte der Naturphilosophie Schellings. Zugl. Dissertation. Olms, Hildesheim 1993, ISBN 3-487-09760-5.
- Vom Unbewegten Beweger zur bewegenden Kraft. Der pantheistische Charakter der Impetustheorie im Mittelalter. Zugl. Habilitationsschrift. Mentis, Paderborn 1999. ISBN 3-89785-083-4.
- Arthur Schopenhauer. In der von Otfried Höffe herausgegebenen Beck’schen Reihe große Denker. C. H. Beck, München 2000, ISBN 3-406-41959-3.
- Geist und Geld. Die zweite Natur des Menschen. Mentis, Paderborn 2002, 2. Aufl. 2004, ISBN 3-89785-249-7.
- Wozu benötigen Führungskräfte Philosophie? Autonomie und Freiheit durch methodisches Denken. Ronneburger Kreis, Göppingen 2004, ISBN 3-932300-13-0.
- Arthur Schopenhauer interkulturell gelesen (IKB Band 87). Verlag Traugott Bautz, Nordhausen 2005, ISBN 978-3-88309-263-8.
- Philosophie der Freimaurerei. Eine interkulturelle Perspektive (IKB Band 124). Verlag Traugott Bautz, Nordhausen 2006, ISBN 978-3-88309-329-1.
- Angst. Vom Nutzen eines gefürchteten Gefühls. Herausgeber: Michel Friedman. Aufbau, Berlin 2009, ISBN 978-3-351-02676-9.
- Menschenähnlichkeit: Zum Unterschied zwischen humanitärer Freimaurerei und Religion. Edition Temmen, Bremen 2012, ISBN 978-3-8378-4041-4.
- Das verlorene Wort: Humanitäre Freimaurerei und die sanfte Revolte des autonomen Menschen, Salier Verlag, Leipzig 2014, ISBN 978-3-943539-35-6.
- Wörter machen Götter: Der symbolische Bund der Freimaurer und seine Feinde.Salier Verlag, Leipzig 2018, ISBN 978-3-943539-86-8.